# Cranford (novela)
Cranford es una novela de la autora británica Elizabeth Gaskell publicada originalmente por entregas entre 1851 y 1853 en la revista literaria Household Words, dirigida por Charles Dickens. La primera edición en un solo volumen data de 1853 y fue «un éxito inmediato».

[...] Cranford tuvo un éxito inmediato. [...] es el trabajo más mencionado como una especie de piedra de toque en las reseñas finales, obituarios y encuestas; para mucha gente en el siglo XX ha sido la única obra por la que se conoce a Gaskell.
Angus Easson

Se trata de una serie de historias enmarcadas en el ambiente rural en el que se crio la autora, con protagonistas que resaltan el esnobismo de la clase antigua en los últimos años de la Revolución Industrial.

## Personajes

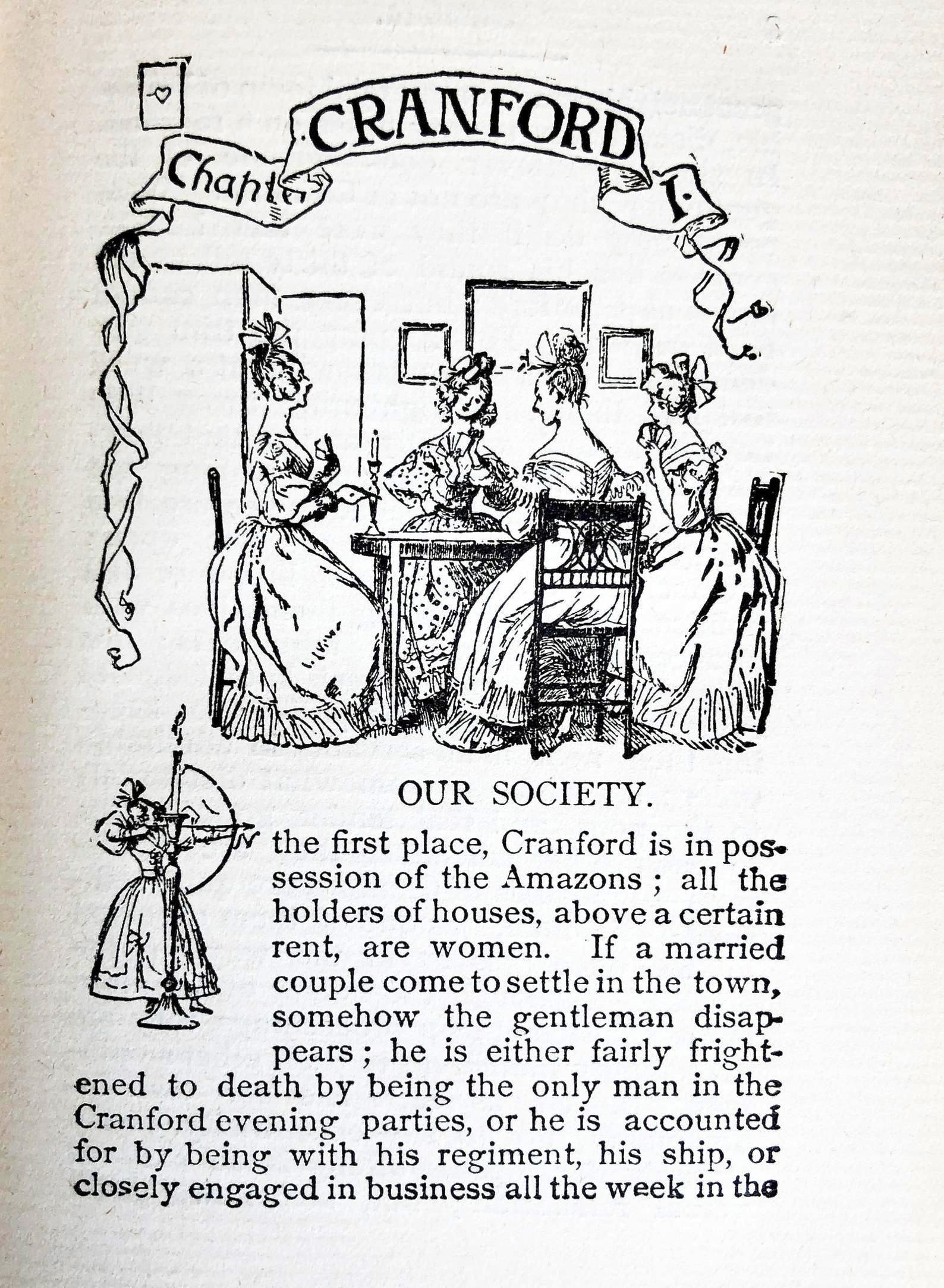
Ilustración de Hugh Thomson para la edición de 1891

- Mary Smith, la narradora. Es una conocida de la familia Jenkyns y las visita a menudo.
- Miss Deborah Jenkyns, la dominante hija mayor del antiguo rector.
- Miss Matty Jenkyns, la hija menor del rector.
- Peter Jenkyns, el único hijo varón de la familia, que se escapó de casa y se marchó a la India.
- Miss Pole, la cotilla del pueblo, amiga de Miss Matty.
- Mrs Jamieson, mujer muy respetada por sus relaciones sociales (hija de un gobernador y viuda del hijo de un barón).
- Mrs Forrester, viuda.
- Miss Fitz-Adam, viuda adinerada y hermana del señor Hoggins.
- Lady Glenmire, cuñada de Mrs Jamieson y viuda adinerada.
- Betty Barker, sombrerera retirada y sirvienta de Mrs Jamieson.
- Captain Brown, oficial del ejército que se muda a Cranford junto a sus dos hijas.
- Thomas Holbrook, primo de Miss Pole, un granjero próspero que fue en otro tiempo pretendiente de Miss Matty.
- Dr Hoggins, cirujano de Cranford.
- Mr Smith, el padre de Mary.
- Martha, doncella de Miss Matty.
- Jem Hearn, novio de Martha.
- Mr Mulliner, mayordomo de Mrs. Jamieson.
- Signor Brunoni, mago de feria.
- Signora Brunoni.

## Adaptaciones
En 2007, la BBC emitió una adaptación de la novela que contó con Judi Dench, Michael Gambon e Imelda Staunton entre otros actores.